# Michel Giniès
Michel Giniès, né en 1952 à Aix-en-Provence, est un photo-reporter de presse français, spécialiste au départ des photos de célébrités du spectacle qui se spécialisera ensuite dans les portraits d’artistes, de peintres, de chanteurs et d’écrivains. Il vit et travaille à Paris.

## Biographie
Études au Lycée Lakanal à Sceaux. Premières photos à 15 ans. Michel Giniès débute au laboratoire des Reporters-Associés en 1969 où il apprend le tirage noir et blanc et fait ses premières prises de vue en 1970.
Il travaille ensuite pour une revue de décoration, pour l’agence Team international, puis Apis, puis entre à l'agence Sipa Press en 1972 à 20 ans. Il couvre alors pendant trente ans les soirées, les premières de films, l'Olympia, Bobino, Régine, etc. rencontre et photographie les célébrités américaines de passage à Paris. On lui doit des portraits sur le vif de Barbara, Jane Birkin, Serge Gainsbourg, Françoise Sagan, Yves Montand, Charles Trénet, des reportages au Honduras, à Cuba, en Thaïlande, au Laos, Mexique, Sénégal, en Égypte et aux États-Unis...
Ses photos ont été publiées dans LIFE, National Geographic Magazine, Newsweek, Oggi, Paris-Match, Stern, Time. En 2016, Michel Giniès collabore toujours avec l'agence SIPA où sont archivés ses négatifs.

## Exposition
- Paparazzi ! Photographes, stars et artistes, Centre Pompidou-Metz 2014.